# Neurovitrificação
Neurovitrificação é o termo que se refere a vitrificação do cérebro ou da cabeça humana como um todo, geralmente com a intenção de neuropreservação. O termo é usado em criónica.